# پی‌ان‌اس حمزه (اس۱۳۹)
پی‌ان‌اس حمزه (اس۱۳۹) (به انگلیسی: PNS Hamza (S139)) یک زیردریایی است. این زیردریایی در سال ۱۹۷۹ ساخته شد.